# Le canssôn d' Porta Pila n° 3
Le canssôn d' Porta Pila n° 3 è il terzo album del cantante italiano Gipo Farassino, pubblicato nel 1963.

## Tracce
Lato 1
1. La guera d'Abissinia
2. La giassa artificial
3. Mia mama veul che fila
4. Barôn Litrôn
5. La veja senssa dent
6. Rivando da via Nizza

Lato 2
1. Linda
2. J alpini a la stasdion
3. Gin gin
4. Me Ritôrn
5. Canssôn del vin
6. Lu gril e la fürmia